# Kamieniołom Miejski

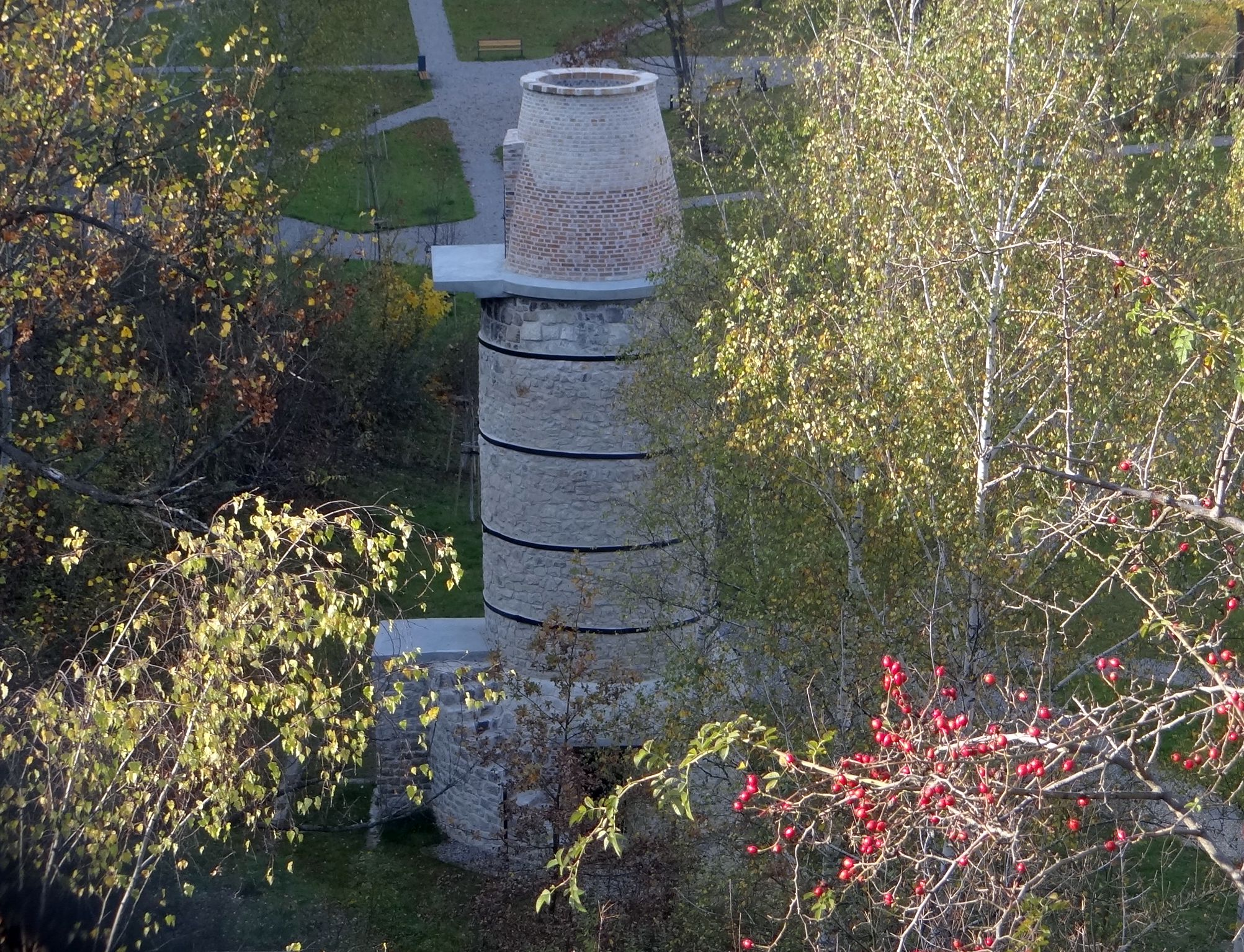
Wapiennik

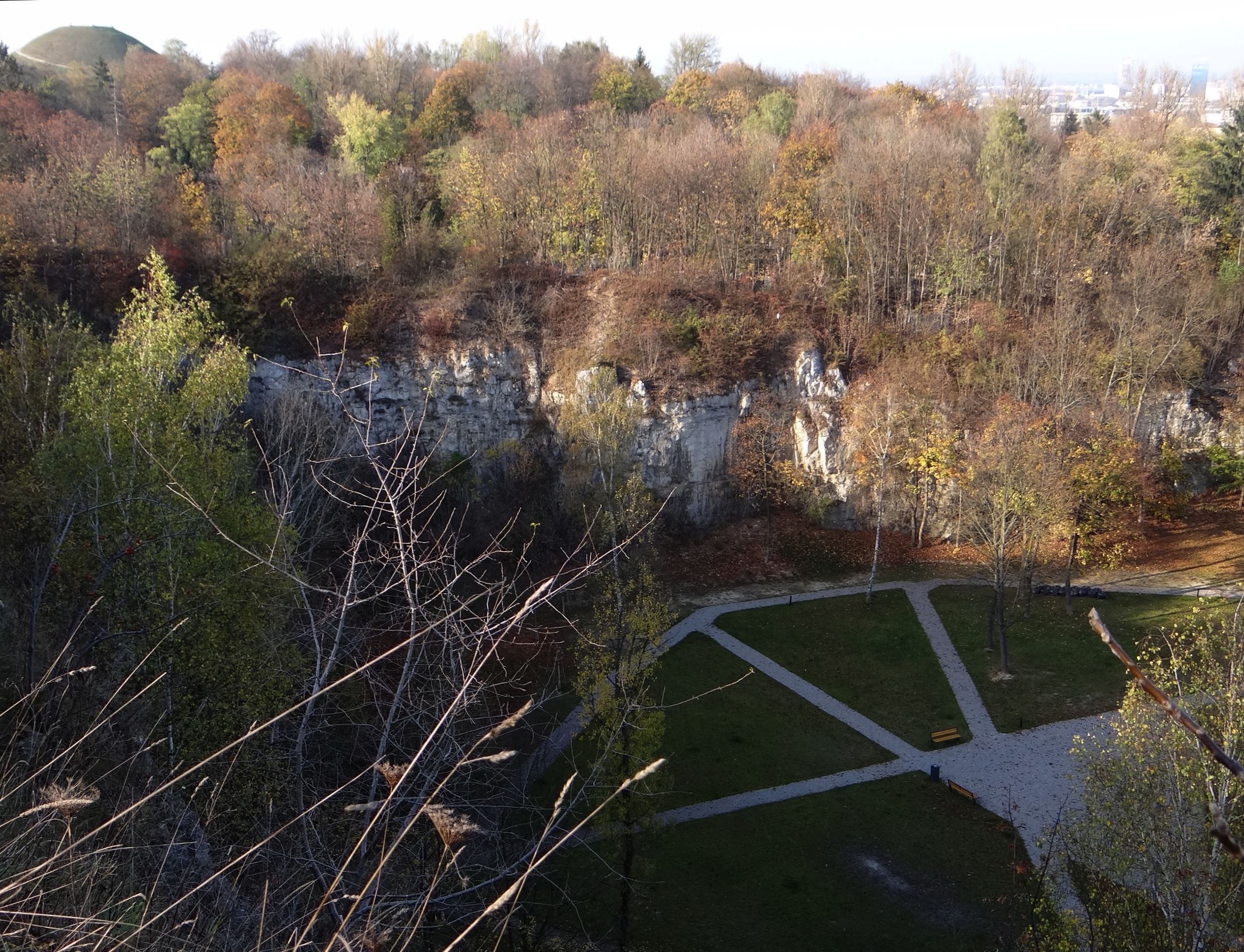
Fragment kamieniołomu

Kamieniołom Miejski – nieczynny kamieniołom wapienia w Dzielnicy XIII Podgórze w Krakowie. Znajduje się przy ul. Wielickiej, po wschodniej stronie Cmentarza Podgórskiego.

## Geologia
Wapienie budujące zrębowe wzgórza Krakowa pochodzą z jury późnej, z piętra oksford. Powstały jako osad na dnie płytkiego i ciepłego morza epikontynentalnego. Tworzyły się w kilku wyraźnie różniących się facjach, a ich miąższość dochodzi do 250–300 m. Dolną część profilu stanowiły wapienie płytowe, wyżej były wapienie cienkoławicowe, skaliste gruboławicowe z krzemieniami i skaliste. Największą wartość użytkową miały gruboławicowe wapienie skaliste z krzemieniami. Główną ich część stanowią wapienie drobnodetrytyczne, prócz nich występują wapienie grubodetrytyczne, pelityczne i kredowe. 
Kamieniołom Miejski jest jednym z ośmiu kamieniołomów na zrębie Krzemionek. Pozostałe to: Liban, Szkoła Twardowskiego, Łom Redemptorystów, Kamieniołom pod św. Benedyktem, Bonarka, kamieniołomy obozu Plaszow i kamieniołom przy Rynku Podgórskim. Ostatni z kamieniołomów zamknięto w 1986 r.

## Historia
Kamieniołom Miejski powstał w 1886 roku i działał do 1939 r. Wydobywano w nim wapienie wyłącznie do produkcji wapna, które wypalano na miejscu. Po kamieniołomie pozostało wyrobisko o powierzchni około 3,5 ha oraz dwa wapienniki. Na południowej ścianie kamieniołomu są dobrze zachowane formy krasowe – głębokie, ale wypełnione skalnymi okruchami studnie krasowe o wielometrowej średnicy.
W 2019 r. kamieniołom jest własnością prywatną. W jego wyrobisku od strony ul. Wielickiej wybudowano bloki mieszkalne. Cały teren kamieniołomu jest ogrodzony i zamknięty (wejście tylko dla mieszkańców bloków).